# Niccolò Schirò
Niccolò Schirò (ur. 25 marca 1994 w Mediolanie) – włoski kierowca wyścigowy.

## Kariera

### Formuła Abarth
Schirò rozpoczął karierę w wyścigach samochodowych w 2010 roku od startów Włoskiej Formule Abarth. W ciągu trzynastu wyścigów, w których wystartował, nie zdołał jednak zdobyć punktów.

### Formuła 3
W 2011 roku Włoch rozpoczął starty we  Włoskiej Formule 3 oraz European F3 Open z włoską ekipą RP Motorsport. W edycji włoskiej zajął ostatecznie szesnaste miejsce. W Hiszpanii stawał dwukrotnie na podium. Uzbierane 65 punktów dało mu piąte miejsce w klasyfikacji generalnej. Rok później odniósł tam już cztery zwycięstwa, a dwunastokrotnie stawał na podium. 284 punkty wystarczyły do zdobycia tytułu mistrza serii.

### Wyścigi GT
W 2013 roku Schirò rozpoczął karierę w samochodach GT. Jeździł głównie w Hiszpanii, gdzie w Spanish GT Championship uplasował się na 24 pozycji. W International GT Open dwukrotnie stawał na podium. Z dorobkiem 25 punktów uplasował się na jedenastym miejscu w końcowej klasyfikacji kierowców.

### Auto GP World Series
W sezonie 2014 Auto GP World Series Schirò zastąpił podczas rundy na torze Circuit Paul Ricard Francesco Dracone w bolidzie Ibiza Racing Team. W obu wyścigach nie osiągał linii mety.

## Statystyki
| Sezon | Seria                                | Zespół            | Wyścigi | Zwycięstwa | PP | NO | Podium | Punkty | Pozycja |
| ----- | ------------------------------------ | ----------------- | ------- | ---------- | -- | -- | ------ | ------ | ------- |
| 2010  | Formuła Abarth                       | Emmebi Motorsport | 14      | 0          | 0  | 0  | 0      | 0      | 29      |
| 2011  | European F3 Open                     | RP Motorsport     | 16      | 0          | 0  | 1  | 2      | 66     | 5       |
| 2011  | Włoska Formuła 3                     | RP Motorsport     | 2       | 0          | 0  | 0  | 0      | 1      | 16      |
| 2012  | European F3 Open                     | RP Motorsport     | 16      | 4          | 3  | 7  | 12     | 93     | 1       |
| 2013  | International GT Open - Super GT     | Drivex School     | 8       | 0          | 1  | 0  | 2      | 25     | 11      |
| 2013  | International GT Open - Super GT     | Villorba Corse    | 8       | 0          | 1  | 0  | 2      | 25     | 11      |
| 2013  | Spanish GT Championship - Super GT   | Drivex School     | 2       | 0          | 1  | 0  | 1      | N/A    | 7       |
| 2013  | Spanish GT Championship              | Drivex School     |         |            |    |    |        | 2      | 24      |
| 2013  | Winter Series by GT Sport - Super GT | Drivex School     | 1       | 0          | 0  | 1  | 1      | 0      | NS†     |
| 2014  | Auto GP World Series                 | Ibiza Racing Team | 2       | 0          | 0  | 0  | 0      | 0      | NS      |

† – Schirò nie był zaliczany do klasyfikacji generalnej